# Dibutyl(dichlor)silan
Dibutyl(dichlor)silan ist eine chemische Verbindung aus der Gruppe der Silane.

## Eigenschaften
Dibutyl(dichlor)silan ist eine farblose Flüssigkeit.

## Gewinnung und Darstellung
Dibutyl(dichlor)silan kann zur Herstellung von Polymeren wie Polydibutylsilan verwendet werden.